# Alexis L'Hotte
Alexis L'Hotte, (25 mars 1825 - 3 février 1904) plus connu sous l'appellation de général L'Hotte, est un général français. Il est écuyer en chef du Cadre noir avant d'en être commandant. Il est notamment à l'origine de cette célèbre doctrine de l'équitation de tradition française : « Calme, en avant, droit. ».

## Biographie
Né à Lunéville, dans une famille de la bourgeoisie lorraine, Alexis L'Hotte est initié très jeune à l'équitation, passant, jusqu'à l'âge de 15 ans, plus de temps avec le commandant Dupuis, écuyer de l'école de Versailles, qu'avec ses professeurs, ce qui ne l'empêchera pas d'entrer à Saint-Cyr à 17 ans.
Deux ans plus tard, il entre à l'école de cavalerie de Saumur, alors sous le commandement de Delherm de Novital et travaille avec le commandant Rousselet. En tant qu'officier de cavalerie, il est ensuite affecté à diverses missions de « maintien de l'ordre ». Il prend alors conscience de l'écart qui existe entre l'équitation savante et l'équitation de campagne et lui fait préconiser la pratique du trot enlevé (dit alors à l'anglaise) pour les hommes du rang. Affecté à Saumur aux Guides d'état major, il rencontre d'Aure, écuyer en chef depuis un an. Un peu plus tard, appelé à réprimer la révolte des Canuts, il est envoyé à Lyon où il rencontre par hasard François Baucher, dont il devient l'élève et ami. Il commence dès lors la synthèse entre les deux écoles rivales, discernant ce que la méthode baucheriste avait d'inadapté à une équitation militaire.
Il revient à Saumur en tant que lieutenant d'instruction en 1850. Devenu capitaine instructeur à Lille, il monte douze chevaux par jour, restant en selle treize à quatorze heures. Nommé au commandement de la section de cavalerie de Saint-Cyr, il est remarqué par l'empereur Napoléon III ce qui lui vaudra en 1864 sa nomination au poste d'écuyer en chef à Saumur,. Sa première décision fut de bannir le travail de haute école sauf pour ses chevaux personnels. Cette apparente infidélité à Baucher montre en fait que peut être le premier, il avait compris l'unité fondamentale de l'équitation avec une diversité de moyens.
Il participe avec le manège de Saumur au premier concours de la Société Hippique Française à Paris en 1866 où il remporte un véritable triomphe. Pendant les six ans qu'il passe à Saumur comme écuyer en chef, il est véritablement adulé par ses élèves, même si ceux-ci lui reprochent d'être avare de ses conseils, ce qui lui vaudra les surnoms de « sublime muet » ou de « lumière sous le boisseau ». Effectivement, autant son œuvre écrite montre ses qualités de pédagogue, autant il restait silencieux voire taciturne au manège et citant Baucher, « je suis arrivé à cette conclusion que, plus et mieux l'on sait, moins on en dit ».
En 1870, le manège de Saumur est dissous et l'Hotte, promu colonel, commande le premier Dragons et sera encerclé dans Paris. Il rendra alors souvent visite à Baucher, alors retiré et presque infirme. À la tête du sixième Lanciers, il participe avec les Versaillais à la sanglante répression de la Commune. Général de brigade en 1874, il fera enfin triompher ses idées et le trot enlevé sera enseigné dans les écoles militaires d'équitation. Il revient pour la quatrième fois à Saumur en tant que général commandant l'Ecole. Il terminera sa carrière militaire couvert d'honneurs, inspecteur général de la cavalerie, général de corps d'armée, président du conseil de la cavalerie jusqu'à sa retraite en 1880. En 1888, il est élevé à la dignité de Grand officier de la Légion d'honneur.
Montant encore chaque matin ses trois chevaux, ce qu'il fera jusqu'à l'âge de 77 ans, il rédige ses ouvrages Un officier de cavalerie, où il campe les portraits des grands écuyers de son temps, et surtout les Questions équestres, synthèse de l'enseignement des deux grands rivaux dont il fut à la fois l'élève et l'ami ainsi que de son immense expérience équestre. Ces deux livres ne paraîtront qu'en 1905 et 1906, après sa mort, le 3 février 1904, à Lunéville où il s'était retiré.
Dans son testament, il ordonne « Je veux épargner la déchéance à mes trois chevaux, Glorieux, Domfront et Insensé. Qu'ils soient immédiatement abattus d'une balle de revolver. », volonté qui fut respectée.

## Œuvres
Ses deux ouvrages sont:
- 1905 : Un officier de cavalerie
- 1906 : Questions équestres
- Alexis L'Hotte, Questions équestres : calme, en avant, droit, Paris, Mazeto square, coll. « Le pied à l'étrier » (no 4), 2016 (1re éd. 1906), 111 p. (ISBN 978-2-919229-43-7, BNF 45068322)

## Citations
- Calme, en avant, droit, doctrine du Cadre noir.
- C'est dans la légèreté que repose l'équitation savante.
- La véritable légèreté, c'est d'avoir le cheval léger aux jambes autant qu'à la main.
- L'art ne s'apprend pas dans les livres, qui n'instruisent guère que ceux qui savent déjà.

## Distinctions

### Légion d'honneur
- Chevalier de la Légion d'honneur, le 14 août 1860[12]
- Officier de la Légion d'honneur, le 21 avril 1866.
- Commandeur de la Légion d'honneur, le 11 octobre 1873
- Grand-Officier de la Légion d'honneur, le 28 décembre 1888

### Ordres étrangers
- Commandeur de l’Ordre impérial de Léopold en 1876 (Autriche)[13].
- Grand-Croix de l'ordre de l'Aigle rouge en février 1888 (Prusse)[14].
- Nombreuses décorations étrangères[15].